# 민경호 정문
민경호 정문은 대한민국 충청북도 영동군 심천면에 있는 민경호의 효행을 기리기 위해 건립한 정문이다. 1997년 7월 4일 영동군의 향토유적 제52호로 지정되었다.

## 개요
민경호는 여흥(麗興)인으로 부친의 병환이 위독하자 손가락을 잘라 수혈하여 끊어져 가는 목숨을 소생케 하였고, 그 후 모친의 병환이 있을 때도 그렇게 하였다. 또한 돌아가신 후에도 6년간을 묘 옆에 움막을 짓고, 죽을 먹으면서 부모님에 대한 예를 지켰다. 숙종 42년(1716)에 정문을 명 받았고, 가선대부 한성부 좌윤(漢城府 左尹)에 증직(贈職) 되었다. 건물은 1칸, 목조기와 맞배 집이다.